# Assedio di Aligarh
L'assedio di Aligarh, noto anche come battaglia di Aligarh, fu uno scontro tra la Confederazione Maratha (appoggiata dalla Francia) e la Compagnia britannica delle Indie orientali durante la seconda guerra anglo-maratha (1803-1805).
Il forte di Aligarh, uno dei più possenti dell'India, fu fortificato e difeso dal generalissimo francese Pierre Cuillier-Perron. L'assedio, posto dal 76º Reggimento di fanteria britannico al comando del generale Gerald Lake, durò dal 1º al 4 settembre 1803, quando il forte fu preso ai Maratha e ai francesi. Durante l'assalto i soldati francesi riempirono quattordici fossati con lame di spada e cavalli di Frisia avvelenati, mentre le mura furono munite di artiglieria francese. I francesi utilizzarono anche le tigri e i leoni del serraglio di Mahadaji Sindhia. L'assedio costò ai britannici ben 900 caduti. Arthur Wellesley definì la presa del forte di Aligarh "una delle imprese più straordinarie della conquista britannica dell'India settentrionale".

### Ulteriori letture
- (EN) George Bruce Malleson, The Decisive Battles of India from 1746 to 1849 Inclusive, su archive.org, Londra, W. H. Allen & Co., 1885.